# Pepón Nieto
José Antonio Nieto Sánchez (Marbella, Andalusia, 20 de gener del 1967) és un actor espanyol, més conegut com a Pepón Nieto.

## Filmografia

### Cinema
| - Días contados (1994) - Morirás en Chafarinas (1995) - Luismi(1995,curtmetratge) - La boutique del llanto (1995, curtmetratge) - Más que amor, frenesí (1996) - Assumpte intern (1996) - Perdona bonita, pero Lucas me quería a mí (1997) - El tiempo de la felicidad (1997) - Cosas que dejé en La Habana (1997) - Suerte (1997) - El grito en el cielo (1998) - Los años bárbaros (1998) | - Allanamiento de morada (1998) - Pepe Guindo (1999) - Llombai (2000) - Hombres felices (2001) - La marcha verde (2002) - Los novios búlgaros (2003) - Descongélate! (2003) - Un día sin fin (2004) - Chuecatown (2007) - Impávido (2012) - Las brujas de Zugarramurdi (2013) - Words with Gods (2014) |

### Televisió
- Villarriba y Villabajo (1994)
- Farmacia de guardia (1995)
- Lucrecia (1996)
- Patosos entre rejas (1998,com a guionista)
- Periodistas (1998-2000)
- Camino de Santiago (1999)
- Abogados (2001)
- 7 vidas (2002)
- Desenlace (2002)
- La vida de Rita (2003)
- Un paso adelante (2004)
- Los hombres de Paco (2005-2010)
- Martes de carnaval (2008)
- Cheers (2011)

### Teatre
- Mitad y mitad de Jordi Sánchez i Pep Antón Gómez
- El arrogante español o Caballero de milagro (1991), de Lope de Vega

## Premis i nominacions[calcitació]
| Any  | Premi                       | Categoria                           | Títol                  | Resultat  |
| ---- | --------------------------- | ----------------------------------- | ---------------------- | --------- |
| 1995 | Premis Goya                 | Millor actor                        | Periodistas            | Nominat   |
| 1997 | Festival de Toulouse        | Millor actor                        | Assumpte intern        | Guanyador |
| 1999 | Premis de la Unió de Actors | Millor actor secundari de televisió | Periodistas            | Guanyador |
| 1999 | Festival Espanyol de Màlaga | Curtmetratges                       | Allanamiento de morada | Guanyador |
| 1999 | Fotogramas de Plata         | Millor actor de televisió           | Periodistas            | Nominat   |

Altres premis
- Premio Ercilla de Teatro per la seva interpretació en l'obra “La cena de los idiotas"